# Metopius nigripalpis
Metopius nigripalpis är en stekelart som beskrevs av Pierre L. G. Benoit 1965. Metopius nigripalpis ingår i släktet Metopius och familjen brokparasitsteklar. Inga underarter finns listade i Catalogue of Life.